# Повітряний потік
Повітряний потік - це суці́льне газове середовище, яке характеризується та залежить від щільності цього газового середовища, і швидкості його руху відносно тіл або перешкод.
Слід розуміти окрему природу метеорологічного потоку повітря, що переміщується під впливом природних явищ в атмосфері, і безпосередньо аеродинамічного повітряного потоку — руху фізичного середовища, що створює аеродинамічні сили і відповідний вплив на тіла, відносно яких він рухається — зокрема, підіймальну силу на крилі літаків, силу тяги на повітряному гвинті чи лопатках турбін, тощо.
З точки зору фізичної механіки, повітряний потік - це газове середовище з нескінченним числом внутрішніх ступенів свободи, яке створює фізичний вплив на матеріальні об'єкти, відносно яких воно рухається. Застосовується як ключове фізичне поняття у аеродинаміці, і має математичне вираження у вигляді половини додатку густини (щільності) газового середовища і квадрату швидкості його руху відносно тіла.